# Toba (stad)
Toba (japanska: 鳥羽市?, Toba-shi) är en stad i Mie prefektur, Japan, grundad 1 november 1954. 
I staden finns ett stort akvarium med arter som dugonger, västafrikanska manater och asiatiska tumlare.